# Урух (дорожный разъезд)
Уру́х — дорожный разъезд (населённый пункт) в Терском районе Кабардино-Балкарской Республики. Входит в состав муниципального образования «Сельское поселение Плановское».

## География
Дорожный разъезд расположен в южной части Терского района, на правом берегу реки Терек. Находится в 12 км к югу от районного центра — Терек, и в 67 км к востоку от города Нальчик.
Граничит с землями населённого пункта Плановское на востоке и образует с ней одно сельское поселение.
Населённый пункт расположен на наклонной Кабардинской равнине, в переходной от предгорной в равнинную, зоне республики. Средние высоты на территории муниципального образования составляют 295 метров над уровнем моря. Рельеф местности представляют собой в основном волнистую наклонную равнину, с бугристыми возвышенностями на западе вдоль долины реки Терек.
Гидрографическая сеть представлена в основном рекой Терек. Местность высоко обеспечена водой.
Климат влажный умеренный с тёплым летом и прохладной зимой. Среднегодовая температура воздуха составляет около +10,5°С, и колеблется от средних +22,5°С в июле, до средних -2,5°С в январе. Минимальные температуры зимой крайне редко отпускаются ниже -10°С, летом максимальные температуры часто достигают +35°С. Среднегодовое количество осадков составляет около 670 мм. Основная часть осадков выпадает в период с апреля по июнь. Основные ветры — восточные и северо-западные.

## История
Населённый пункт основан как грузовая станция при железнодорожной ветке Котляревская—Беслан.
Ныне дорожный разъезд слился с селением Плановское.

## Население
| 2002 | 2010 | 2021 |
| ---- | ---- | ---- |
| 36   | ↘3   | →3   |

Национальный состав
По данным Всероссийской переписи населения 2010 года:
| Народ      | Численность, чел. | Доля от всего населения, % |
| ---------- | ----------------- | -------------------------- |
| кабардинцы | 3                 | 100 %                      |
| всего      | 3                 | 100 %                      |

По данным Всероссийской переписи населения 2021 года:
| Народ      | Численность, чел. | Доля от всего населения, % |
| ---------- | ----------------- | -------------------------- |
| кабардинцы | 3                 | 100,0 %                    |
| всего      | 3                 | 100,0 %                    |

Мужчины — 1 чел. (33,3 %). Женщины — 2 чел. (66,7 %).

## Инфраструктура
Вдоль населённого пункта проходит железнодорожная станция Урухский, действующая на железнодорожной ветке Котляревская—Беслан.

## Примечание
1. 1 2  Итоги Всероссийской переписи населения 2020 года (по состоянию на 1 октября 2021 года)
2. ↑  Численность населения Кабардино-Балкарской Республики по сельским населённым пунктам по итогам ВПН-2002
3. ↑  Численность населения КБР в разрезе населённых пунктов по итогам Всероссийской переписи населения 2010 года
4. ↑  База микроданных Всероссийских переписей населения 2010 года. Дата обращения: 23 ноября 2015. Архивировано из оригинала 9 июня 2014 года.
5. ↑  Итоги Всероссийской переписи населения 2020 года. Том 5. Национальный состав и владение языками. Таблица 1. Национальный состав населения Кабардино-Балкарской Республики, городских округов и муниципальных районов. Дата обращения: 9 октября 2023. Архивировано 16 октября 2023 года.
6. ↑  Численность населения КБР по итогам Всероссийской переписи населения 2010 года. Дата обращения: 4 ноября 2016. Архивировано из оригинала 24 июня 2016 года.